# Kąty Węgierskie

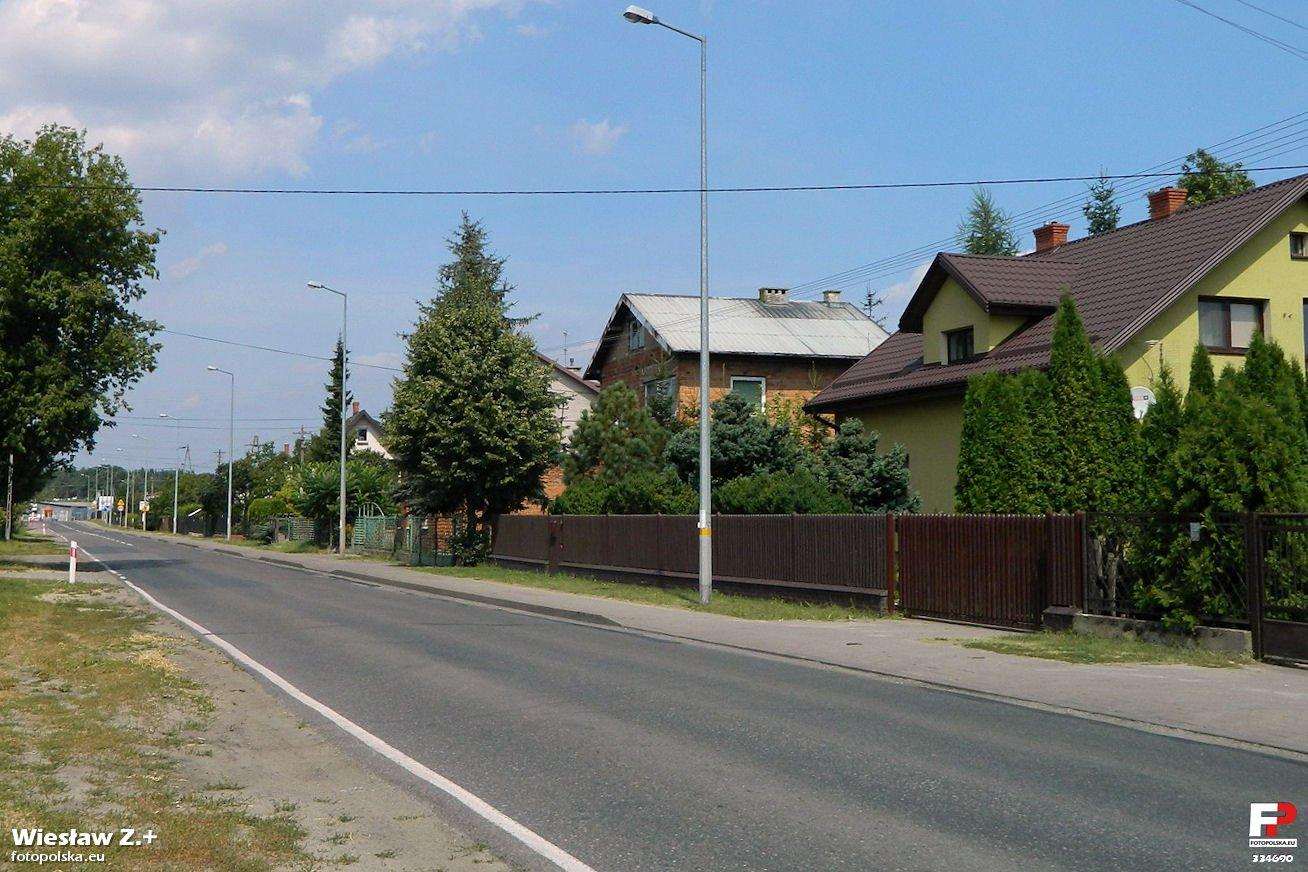
Foto von Kąty Węgierskie

Kąty Węgierskie ist ein polnisches Dorf in der Gmina Nieporęt im Powiat Legionowski der Woiwodschaft Masowien.
Der Ort hat 562 Einwohner (2008) auf 13,91 km² und liegt 5 Kilometer südlich Nieporęt am Jezioro Zegrzyńskie des Narew, 7 km östlich Legionowo und Jabłonno an der Weichsel und 19 km nördlich der Landeshauptstadt Warschau.